# Solid-state drive

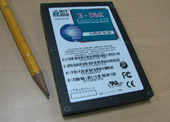
SSD jednotka o rozměru 2,5″

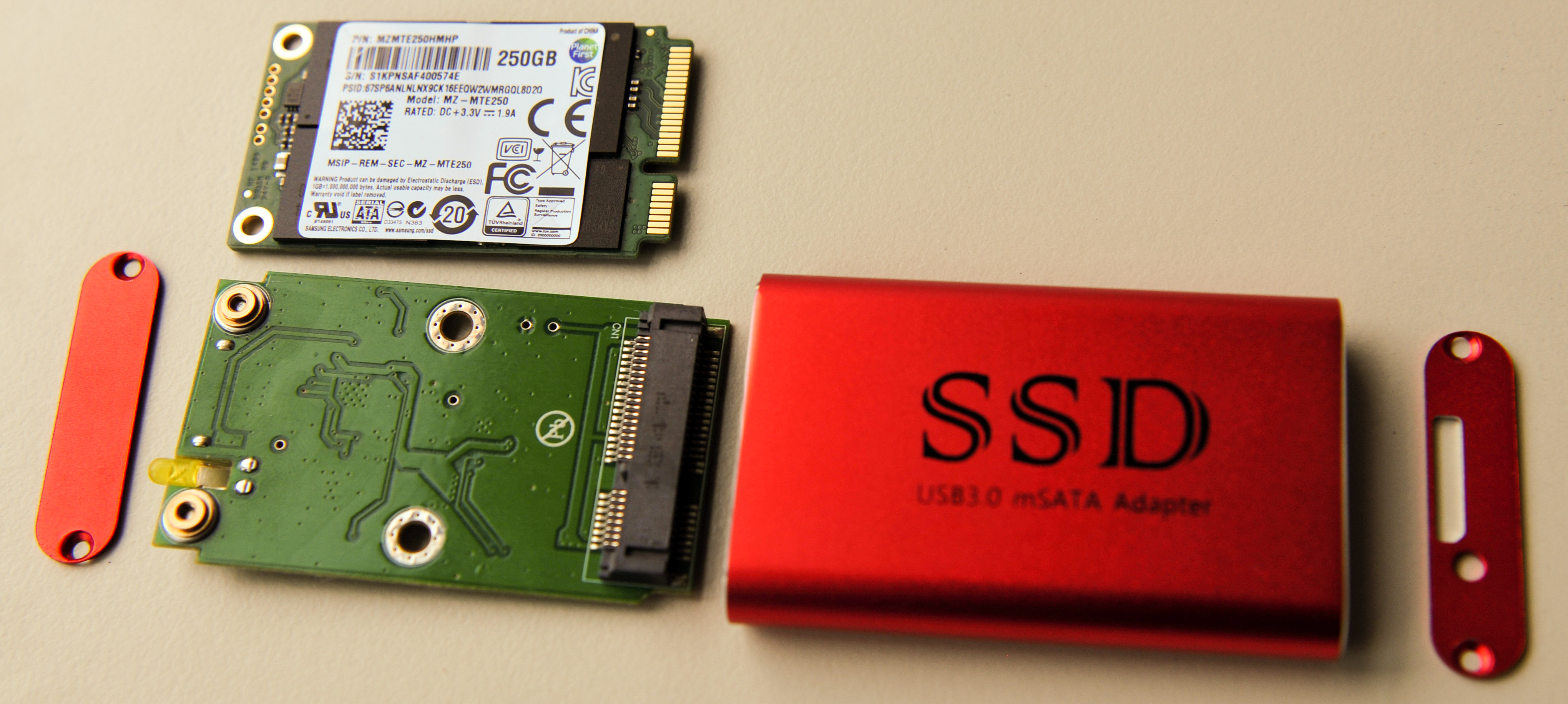
mSATA SSD

Solid-state drive (zkratka SSD, česky „polovodičový disk“) je v informatice zařízení pro čistě elektronické ukládání dat. Je nástupcem magnetických pevných disků a na rozdíl od nich neobsahuje pohyblivé mechanické části. Proto je jeho výhodou odolnost vůči otřesům, změnám tlaku (např. v letectví), nehlučnost, nižší spotřeba elektrické energie a hlavně vyšší přenosová rychlost. SSD jsou prodávány s rozhraním SATA (snadná náhrada pevného disku), M.2 (malé rozměry), PCI-Express (standardní rozšiřující sloty) a podobně.
Pro uložení dat je nejčastěji použita nevolatilní flash paměť. SSD jednotka, která používá volatilní paměť typu SRAM nebo DRAM, je někdy nazývána RAM-drive.

## Historie SSD
První SSD jednotka byla vyrobena již v roce 1976, ale trvalo dlouhých 35 let, než se cena dostala na takovou úroveň, aby bylo možné masivní rozšíření. V prvopočátku byla schopná zaplatit takto vysokou cenu, podobně jako u jiných nejmodernějších technologií, pouze armáda. Armáda a kosmické projekty byli také zákazníci, kteří potřebovali paměti fungující v jakékoliv nadmořské výšce (pro letectví), a zároveň v kritické situaci umožňující jednoduše a rychle zlikvidovat data na datovém nosiči. Všechny tyto vlastnosti elektronická jednotka SSD splňovala.

## Charakteristika

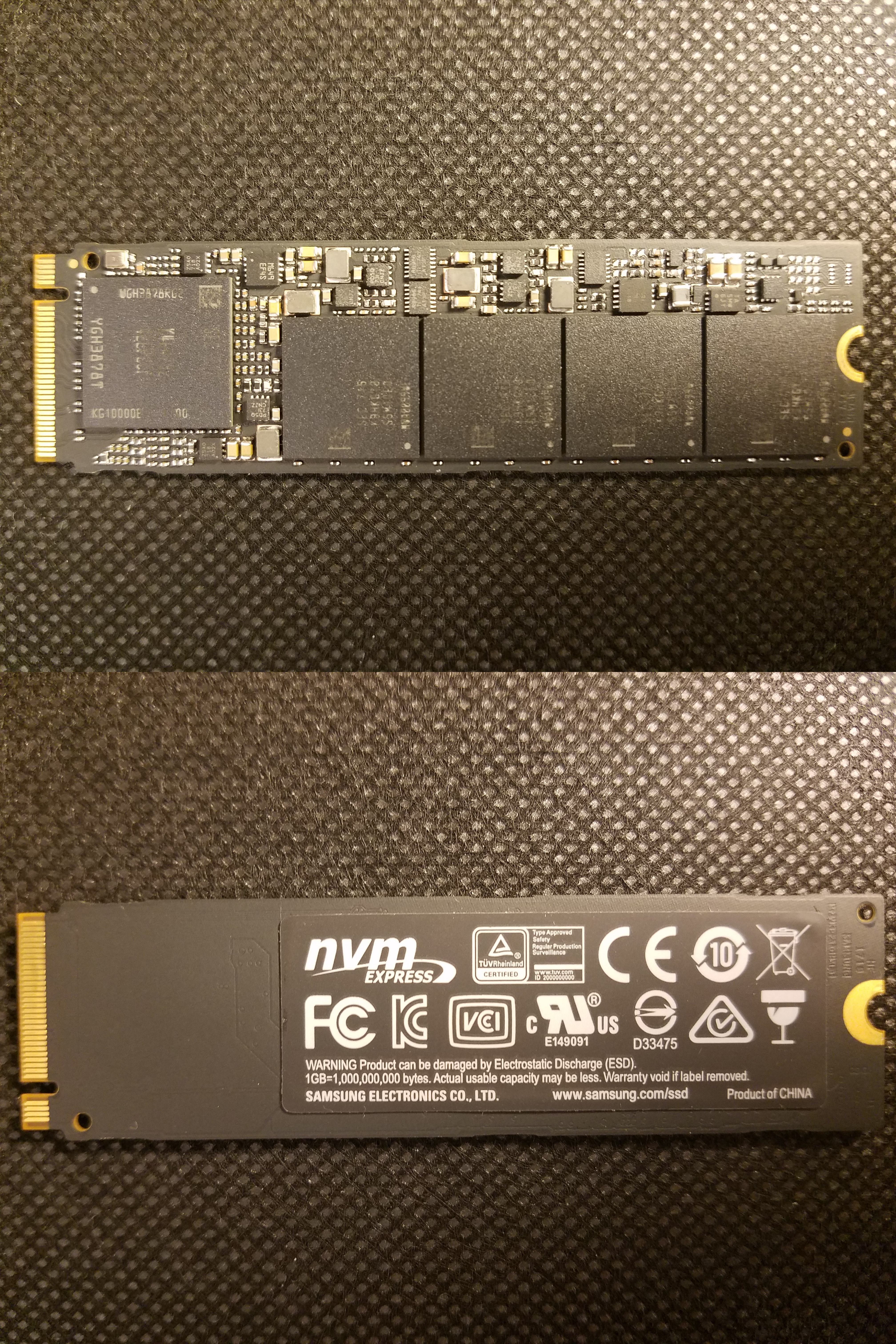
SSD disky s rozhraním M.2

SSD postupem času nahrazují pevné disky a umožnily řadu nových aplikací, jako digitální fotoaparáty a kamery, mobilní telefony, GPS a podobně, často ve tvaru paměťových karet. Využívají rozhraní M.2 nebo SATA, pro vyšší přenosové rychlosti PCI-Express, popřípadě ATA v rozhraní PCMCIA, ExpressCard a podobně (tj. stejný konektor i typ komunikace).

### Výhody
SSD nemají mechanické pohyblivé části, takže vykazují nižší spotřebu, mají rychlejší přístup k datům (u klasických disků je určitý čas potřebný na přesun čtecích/zápisových hlaviček), dosahují vyšších přenosových rychlostí, nevydávají hluk atd. Jsou mnohem menší a lehčí, což je s nižší spotřebou (typicky 2 Watty při plném provozu a zhruba 1/10 ve standby režimu) předurčuje k použití do notebooků, netbooků, PDA a podobných zařízení, kde spotřeba hraje velkou roli. Kromě toho nejsou zdaleka tak náchylné na nárazy a otřesy jako mechanické disky.
Rozdíly v času potřebném pro vybavení dat (mikrosekundy v porovnání s milisekundami u pevných disků) i rychlosti čtení (OCZ Z-DRIVE e84 – 800 MB/s; Fusion-io – 1,5 GB/s) jsou proti pevným diskům výrazné, takže se SSD jednotky používají i pro specifické zvýšení výkonu počítačového systému. Těmto vlastnostem ale odpovídá vyšší pořizovací cena (zhruba 2 Kč/GB v roce 2018), rozdíl se však pomalu s postupujícím vývojem srovnává.

### Nevýhody
SSD jednotky však měly a mají i nevýhody, dané jejich konstrukcí. Podle typu použitých čipů (SLC, MLC) se dosahuje vyšší ceny i životnosti nebo naopak nižší ceny a kratší životnosti. Flash paměti měly omezenou životnost s menším maximálním počtem zápisů do stejného místa, než u pevných disků (udáváno kolem 100 000 zápisů). Tomu se výrobci brání tím, že řídící jednotka zápisy rovnoměrně rozděluje po celém paměťovém prostoru, takže podle novějších průzkumů je životnost a spolehlivost SSD jednotek ve výsledku naopak vyšší než u HDD.
Starší verze operačních systémů pracovaly se SSD jako s normálním pevným diskem, kde se časem i souvislé soubory roztříští do nesousedních sektorů a přesuny hlav mezi nimi snižují výkon paměti. Prostor HDD je tedy čas od času třeba defragmentovat, což nemá u SSD smysl a zbytečné přesuny dat zkracují životnost paměti. (například v Microsoft Windows, který však od verze Windows 7 tomu brání implementací příkazu TRIM, jímž operační systém sděluje řídící jednotce SSD, které sektory už nejsou potřeba). Také optimalizace zabudované v ovladačích operačního systému, které počítají se sekvenčním zápisem na pevné disky, působí u SSD jednotek na jejich výkon negativně. Snížení výkonu se projevuje zejména při operacích zápisu, kdy kvůli jednomu zápisu musí proběhnout několik čtení a následně ještě mazání. Novější operační systémy (například Linux) mají pro tento typ pamětí speciální souborové systémy (Log-structured file systems), které mohou tyto nedostatky odstranit. Do budoucna se předpokládá vznik objektově orientovaných souborových systémů, které odstraní problémy s emulační vrstvou. Mezi nevýhody oproti klasickým pevným diskům patřila i znatelně vyšší cena za GB a celkově nižší kapacity.

## Konfigurace SSD
Velikost a tvar každého zařízení je z velké části ovlivněn velikostí a tvarem součástí použitých k jeho vytvoření. Tradiční HDD a optické mechaniky jsou navrženy jako rotující plotny nebo optické disky spolu s vnitřním vřetenovým motorem. Pokud je SSD tvořen vzájemně propojenými integrovanými obvody a konektorem rozhraní, pak již není jeho tvar omezen na tvar pro otočné disky. Některá řešení pro ukládání do pevných disků přicházejí do širšího šasi, které může mít dokonce podobu rackového držáku s množstvím SSD disků uvnitř. Ty by mohly být připojeny ke společné sběrnici uvnitř šasi a zvenčí pak připojeny pomocí jednoho konektoru.

## Porovnání vlastností a charakteristik SSD a HDD jednotek
| Vlastnost nebo charakteristika  | Solid-State Drive (SSD) | Hard Disk Drive (HDD) |
| ------------------------------- | --- | --- |
| Rychlost startu                 | Téměř okamžitá; nemá žádné mechanické komponenty k přípravě. Může potřebovat několik milisekund, než přejde z automatického úsporného režimu. | Roztočení diskových ploten může trvat několik sekund. Systém s více disky může start jednoho pozdržet, aby omezil spotřebu energie, která je v momentu startu vysoká. |
| Rychlost náhodného přístupu     | Běžně pod 100 µs. Jelikož data lze získat z jakéhokoliv místa flash paměti, není většinou čas přístupu problém. | Pohybuje se mezi 2,9 (prvotřídní serverové HDD) a 12 ms (notebookové HDD) a to kvůli pohybu hlav a nutnosti počkat, až se hledaná data dostanou pod čtecí hlavu. |
| Latence čtení                   | Běžně nízká, protože data mohou být čtena z jakéhokoliv místa. Dochází tak k rychlejšímu bootování a startu aplikací (čtěte Amdahlův zákon). | Mnohem vyšší než u SSD. Různí se podle pozice uložených dat a čtecí hlavy. |
| Rychlost přenosu dat            | SSD technologie umí dosáhnout stabilnějších rychlostí čtení a zápisu, ale při vstupu do více různých bloků se výkon sníží. V spotřebitelských výrobcích se nejvyšší přenosová rychlost pohybuje mezi 200 MB/s a 2500 MB/s, podle konkrétní jednotky. Trh pro podniky nabízí i zařízení s průchodností několika gigabytů za sekundu. | Když je hlava na místě, kde čte nebo zapisuje do souvislé stopy, nabízejí podniková zařízení přenosovou rychlost okolo 200 MB/s. V praxi jsou přenosové rychlosti daleko nižší kvůli neustálému hledání, protože soubory jsou čteny z různých míst anebo fragmentovány. Záleží i na rotačních rychlostech ploten, které se pohybují mezi 4 200 a 15 000 otáčkami za minutu.                                                                 |
| Rychlost čtení                  | Rychlost čtení se neliší podle toho, kde jsou data na SSD uložena. SSD technologie na rozdíl od mechanických HDD trpí poklesem rychlosti zvaným write amplification, kdy NAND buňky ukazují znatelný úpadek ve výkonu, který provází SSD jednotky po celou dobu jejich životnosti. Aby byl tento efekt zmírněn, je implementována technika zvaná wear leveling, ale vzhledem k povaze NAND čipů bude SSD přesto nevyhnutelně degradovat. | Pokud je třeba přístup k různým místům plotny, jako u fragmentovaných souborů, doba odezvy se přirozeně zvyšuje hledáním jednotlivých fragmentů. |
| Fragmentace                     | Sekvenční čtení SSD jednotek činí fragmentaci zanedbatelnou. Defragmentace by dalšími zápisy jen působila únavu NAND buněk s omezenou životností. | Soubory, především veliké, se na HDD při častých zápisech průběžně fragmentují. Pravidelná defragmentace je potřeba pro dosažení optimálních výkonů. |
| Hluk                            | SSD nemají žádné pohyblivé součásti, takže jsou prakticky nehlučné, ačkoliv se může objevit elektrický hluk z obvodů. | HDD mají pohyblivé části (hlavy, plotny, elektromotor) a tvoří tak charakteristické zvuky bzukotu a klapání. Hladiny hluku se různí podle jednotlivých modelů, ale mohou být výrazné (ačkoliv stále bývají nižší než hluk z ventilátorů). HDD v noteboocích bývají relativně tiché. |
| Regulace teploty                | SSD běžně nevyžadují žádné zvláštní chlazení a snáší vyšší teploty než HDD. Prvotřídní podniková zařízení ve formě přídavných karet mohou být vybavena pasivním chlazením k lepšímu odvádění tepla. | Podle Seagate mohou teploty nad 35 °C snížit životnost disku a teploty nad 55 °C mohou disk nenávratně poškodit. Pokud teploty překračují tyto hodnoty, je třeba použít k chlazení ventilátory. V praxi se většina disků obejde bez zvláštního chlazení. |
| Náchylnost k okolním prvkům     | Nemá žádné pohyblivé součásti, proto je velmi odolný vůči šoku a otřesům. | Hlavy vznášející se nad rychle otáčejícími se plotnami jsou náchylné k šoku a vibracím. |
| Instalace a montáž              | Necitlivý k poloze, vibracím a šoku. Běžně nemá žádné odkryté obvody. | Obvody mohou být odkryty a nesmí se dotýkat jakýchkoliv kovových částí. Nejnovější modely pracují dobře ve všech polohách, přesto by se měl disk namontovat tak, aby nebyl vystaven vibracím. |
| Citlivost k magnetickým polím   | Magnetické pole má jen malý dopad na flashovou paměť, ale elektromagnetický impuls může poškodit veškeré elektrické systémy, především integrované obvody. | Magnetické pole může poškodit data, ale magnetické plotny jsou většinou dobře chráněné v kovovém pouzdře. |
| Váha a velikost                 | SSD, jako každé polovodičové paměťové zařízení namontované na obvodové desce, jsou malé a lehké. Aby SSD sloužily jako jednoduchá náhrada, používají stejné formáty jako pevné disky (3,5 palce, 2,5 palce, 1,8 palce), ale většinou v plastikovém pouzdře. | HDD mají běžně stejné velikosti jako SSD, ale jsou těžší (typicky váží 700 gramů). |
| Spolehlivost a životnost        | SSD nemá pohyblivé části, které by mohly mechanicky selhat. Každý blok flashové paměti má jen omezený počet cyklů, kdy může být vymazán (a přepsán) předtím než selže. Spolehlivost se liší podle výrobce a modelu. U některých dosahuje počet vadných kusů až 40 %. Nicméně v roce 2011 měly přední SSD nižší počet vrácených kusů než mechanické pevné disky.                                                                          | Protože obsahuje mechanické součásti, je náchylný k selhání kvůli únavě materiálu, avšak samotné paměťové médium nedegraduje z operací čtení a zápisu. Podle studia Univerzity Carnegie Mellon je průměrná doba bez poruchy jak u spotřebních, tak u podnikových zařízení 6 let a předpokládaná životnost 9–11 let. Přední SSD předčily pevné disky ve spolehlivosti, přesto riziko náhlé ztráty dat je nižší u mechanických pevných disků. |
| Cena za kapacitu                | V roce 2016 se cena pohybuje okolo 0,23 amerických dolarů za GB. | V roce 2016 okolo 0,03 amerických dolarů za GB pro 3,5palcové a 0,04 amerických dolarů za GB pro 2,5palcové disky. |
| Kapacita paměti                 | V roce 2016 byla představena SSD jednotka o velikosti 60 TB, ale kapacity mezi 120 GB a 512 GB byly běžnější. | V roce 2018 byly dostupné disky o kapacitě až 16 TB. |
| Symetrie rychlosti čtení/zápisu | Levnější SSD mají znatelně pomalejší rychlost zápisu než čtení, ale výkonnější modely mají rychlosti obou operací vyrovnané. | Pevné disky mají obecně trochu delší, horší přístupovou (vyhledávací) dobu pro zápis než jen pro čtení. |
| Dostupnost volných bloků a TRIM | Na rychlost zápisu SSD má veliký dopad dostupnost volných programovatelných bloků. Dříve zapsaná data, která už nejsou užívána, může uvolnit TRIM, ale s menším počtem volných bloků se snižuje výkon. | Pevné disky nejsou volnými bloky ovlivňovány a z TRIMu nemají žádný užitek. |
| Spotřeba energie                | Vysoce výkonné SSD založené na paměti flash obecně vyžadují pouhou třetinu až polovinu energie spotřebované pevným diskem. Vysoce výkonné DRAM SSD vyžadují přibližně stejnou hladinu energie jako pevné disky a musí být připojené k napájení, i když je zbytek systému vypnutý. | Nejúspornější pevné disky (1,8 palců) vystačí s 0,35 watty. 2,5palcové disky běžně spotřebují mezi 2 a 5 watty. Nejvýkonnější 3,5palcové disky spotřebují okolo 20 wattů. |

## Vhodné souborové systémy
Typicky mohou být u SSD použity stejné souborové systémy jako u HDD. Obvykle se očekává souborový systém, podporující příkaz TRIM, který pomáhá SSD recyklovat vyřazená data. Není třeba, aby se souborový systém staral o vyrovnávání opotřebení nebo jiné charakteristiky pamětí flash, jelikož jsou interně zpracovávány jednotkou SSD. Některé systémy souborů flash, používající vzor logovacího souborového systému (F2FS, JFFS2) pomáhají redukovat zvýšení zápisu na discích SSD, zejména v situacích, kdy dochází ke změně pouze velmi malého množství dat, například při aktualizaci metadat systému souborů.
Ačkoliv nejde o funkci souborového systému, operační systémy také musí správně zarovnávat oddíly, aby se zabránilo nadměrným cyklům čtení, úprav a zápisů. Typickou praxí pro osobní počítače je zarovnat každý oddíl tak, aby začínal na 1 MB (= 1 048 576 bajtů), což zahrnuje všechny běžné scénáře pro velikosti stránek a bloků SSD, jelikož je dělitelný 1 MB, 512 kB, 128 KB, 4 KB a 512 bajty. Moderní instalační software operačního systému a diskové nástroje to zvládnou automaticky.

## TRIM
Příkaz TRIM umožňuje, aby operační systém informoval SSD jednotku o tom, které datové bloky jsou volné a nejsou dále využívány. Označují se tak nejtypičtěji datové bloky smazaného souboru (data nejsou nulována, místo je k dispozici pro přepsání jinými daty). Příkaz TRIM slouží k tomu, aby SSD jednotka mohla správně alokovat rozložení zápisů a docházelo tak k rovnoměrnému opotřebení datových buněk v celé SSD jednotce (viz Flash Translation Layer).

## Typy buněk
- SLC – dražší varianta, každá buňka obsahuje 1 plovoucí hradlo a uchovává tedy 1 bit, počet zápisů a rychlosti jsou vyšší než u MLC
- eMLC – vychází z MLC, ale má vyšší počet zápisů do buňky
- MLC – levnější varianta, každá buňka uchovává 2 nebo více bitů, počet zápisů a rychlosti jsou nižší než u SLC
- TLC – levnější varianta, buňka obsahuje 3 bity, počet zápisů a rychlosti jsou nižší než u MLC
- QLC – nejlevnější varianta, buňka obsahuje 4 bity, počet zápisů a rychlosti jsou nižší než u TLC